# Sope Dirisu
Sope Dirisu (Londra, 9 gennaio 1991) è un attore britannico.

## Biografia
Sope Dirisu è nato nel quartiere londinese di Edgware, figlio di immigrati nigeriani. Durante le superiori ha cominciato a recitare con il National Youth Theatre, per poi laurearsi in economia all'Università di Birmingham.
Nel 2012 è stato scritturato dalla Royal Shakespeare Company per interpretare l'eponimo protagonista in Pericle, principe di Tiro. Successivamente è tornato a recitare con il National Youth Theatre per qualche anno e nel 2017 ha ottenuto il plauso della critica per la sua interpretazione del protagonista in Coriolano, sempre per la Royal Shakespeare Company. La tragedia gli è valsa una menzione speciale all'Ian Charleson Award.
Nel 2014 ha fatto il suo esordio sul piccolo schermo con la serie televisiva Utopia e da allora ha interpretato ruoli principali o ricorrenti ne Il seggio vacante, Humans, The Halcyon e Gangs of London. Il debutto cinematografico risale al 2016 con Criminal e negli anni seguenti ha recitato in numerosi film, come Castello di sabbia, Mothering Sunday e Tides; per la sua interpretazione in His House ha ricevuto candidature al BAFTA alla miglior stella emergente e British Independent Film Award al miglior attore nel 2021.

## Filmografia

### Attore

#### Cinema
- Criminal, regia di Ariel Vromen (2016)
- Il cacciatore e la regina di ghiaccio (The Huntsman: Winter's War), regia di Cedric Nicolas-Troyan (2016)
- Castello di sabbia (Sand Castle), regia di Fernando Coimbra (2017)
- His House, regia di Remi Weekes (2020)
- Secret Love (Mothering Sunday), regia di Eva Husson (2021)
- Silent Night, regia di Camille Griffin (2021)
- Tides, regia di Tim Fehlbaum (2021)
- Mr. Malcolm's List - La lista del signor Malcolm (Mr. Malcolm's List), regia di Emma Holly Jones (2022)
- Misteri dal profondo (The Gorge), regia di Scott Derrickson (2025)

#### Televisione
- Utopia – serie TV, episodio 1x04 (2014)
- The Mill – serie TV, 6 episodi (2014)
- Il seggio vacante (The Casual Vacancy), regia di Jonny Campbell – miniserie TV, 3 puntate (2015)
- Humans – serie TV, 8 episodi (2015)
- Black Mirror – serie TV, episodio 3x01 (2016)
- Undercovers – serie TV, 4 episodi (2016)
- Siblings – serie TV, episodio 1x01 (2016)
- The Halcyon – serie TV, 8 episodi (2017)
- Lo stato dell'unione - Scene da un matrimonio (State of the Union) – serie TV, episodio 1x04 (2019)
- Gangs of London – serie TV (2020-in corso)
- Slow Horses – serie TV, 6 episodi (2023)

### Doppiatore
- His Dark Materials - Queste oscure materie (His Dark Materials) – serie TV, episodi 2x01-3x03 (2020-2022)
- Tabby McTat, regia di Jac Hamman e Sarah Scrimgeour – film TV (2023)

## Teatro (parziale)
- Pericle, principe di Tiro di William Shakespeare, regia di James Farrell e Jamie Rocha Allan. Royal Shakespeare Theatre di Stratford-upon-Avon (2012)
- The Whipping Boy di Matthew Lopez, regia di Tom Attenborough. Plymouth Theatre di Plymouth (2015)
- One Night in Miami di Kemp Powers, regia di Kwame Kwei-Armah. Donmar Warehouse di Londra (2016)
- Coriolano di William Shakespeare, regia di Angus Jackson. Royal Shakespeare Theatre di Stratford-upon-Avon, Barbican Centre di Londra (2017)
- The Brothers Size di Tarell Alvin McCraney, regia di Bijan Sheibani. Young Vic di Londra (2018)
- Morte di un commesso viaggiatore di Arthur Miller, regia di Marianne Elliott. Young Vic e Piccadilly Theatre di Londra (2019)

## Doppiatori italiani
Nelle versioni in italiano delle opere in cui ha recitato, Sope Dirisu è stato doppiato da:
- Simone Crisari ne Il cacciatore e la regina di ghiaccio, Mr. Malcolm's List - La lista del signor Malcolm
- Sacha Pilara in Humans
- Roberto Palermo in Gangs of London (st. 1-2)
- Jacopo Venturiero in Secret Love
- Gabriele Sabatini in Misteri dal profondo
- Stefano Crescentini in Gangs of London (st. 3)